# British Airways
A British Airways (IATA-kódja: BA, ICAO-kódja: BAW, hívójele: Speedbird) a brit nemzeti légitársaság. (Nem tévesztendő össze az 1930-as években működött British Airways Ltd. céggel).
Flottaméretét, nemzetközi utasforgalmát és nemzetközi desztinációit tekintve az Egyesült Királyságban első, utasforgalmát tekintve pedig a második legnagyobb légitársaság az EasyJet után. Székhelye a Waterside üzleti parkban található, legnagyobb bázisát pedig Heathrow repülőtérről üzemelteti. Ez a légitársaság bonyolítja le a legnagyobb forgalmat Európából az Atlanti-óceánon túlra. Kiterjedt légihálózattal rendelkezik Európában és az Egyesült Királyságon belül is.
A vállalatot 1972-ben a brit kormány hozta létre a korábban államosított British Overseas Airways Corporation és British European Airways, valamint két regionális légitársaság, a walesi Cambrian Airlines és a Newcastle upon Tyne székhelyű Northeast Airlines légitársaságok üzemeltetése céljából. 1974. március 31-én a négy légitársaságot egyesítették és ezzel létrejött a British Airways márka. Tizenhárom év állami irányítást követően, 1987-ben a brit konzervatív kormány a vállalat privatizálása mellett döntött. Később a társaság tovább bővült, 1987-ben a British Caledonian, 1992-ben Dan Air és 2012-ben a British Midland International társaságok akvizícióját követően.
A British Airways egyike a OneWorld légiszövetséget alapító légitársaságoknak. A OneWorld, alapítása óta a harmadik legnagyobb légiszövetséggé nőtte ki magát a SkyTeam és a Star Alliance után.
2011. január 21-én a British Airways egyesült a spanyol Iberia vállalattal, és ezzel megalakult az International Airlines Group (IAG), amely árbevételét tekintve Európa harmadik legnagyobb légifuvarozójának számít (az Air France-KLM és a Lufthansa csoport után).
Noha a Boeing gyár egyik legrégebbi ügyfelének számít, 1998 augusztusában a társaság 59 db Airbus gyártmányú repülőgépet vásárolt az A320 típuscsaládból. 2007-ben további gépvásárlást jelentettek be, melynek eredményeként 12 db Airbus A380 és 24 db Boeing 787 Dreamliner megrendelésével megkezdték a hosszú távú utakon üzemelő, öregedő flotta cseréjét. A British Airways flotta ékkövének az 58 db Boeing 777 repülőgép számít, valamint a társaság volt a Boeing 747–400 típuscsalád legnagyobb üzemeltetője az eredeti 57 db átvett járművel.
A légitársaság egyike azon kevés vállalatnak, amelyek a 6 lakott kontinens mindegyikére üzemeltetnek járatot.

## Története

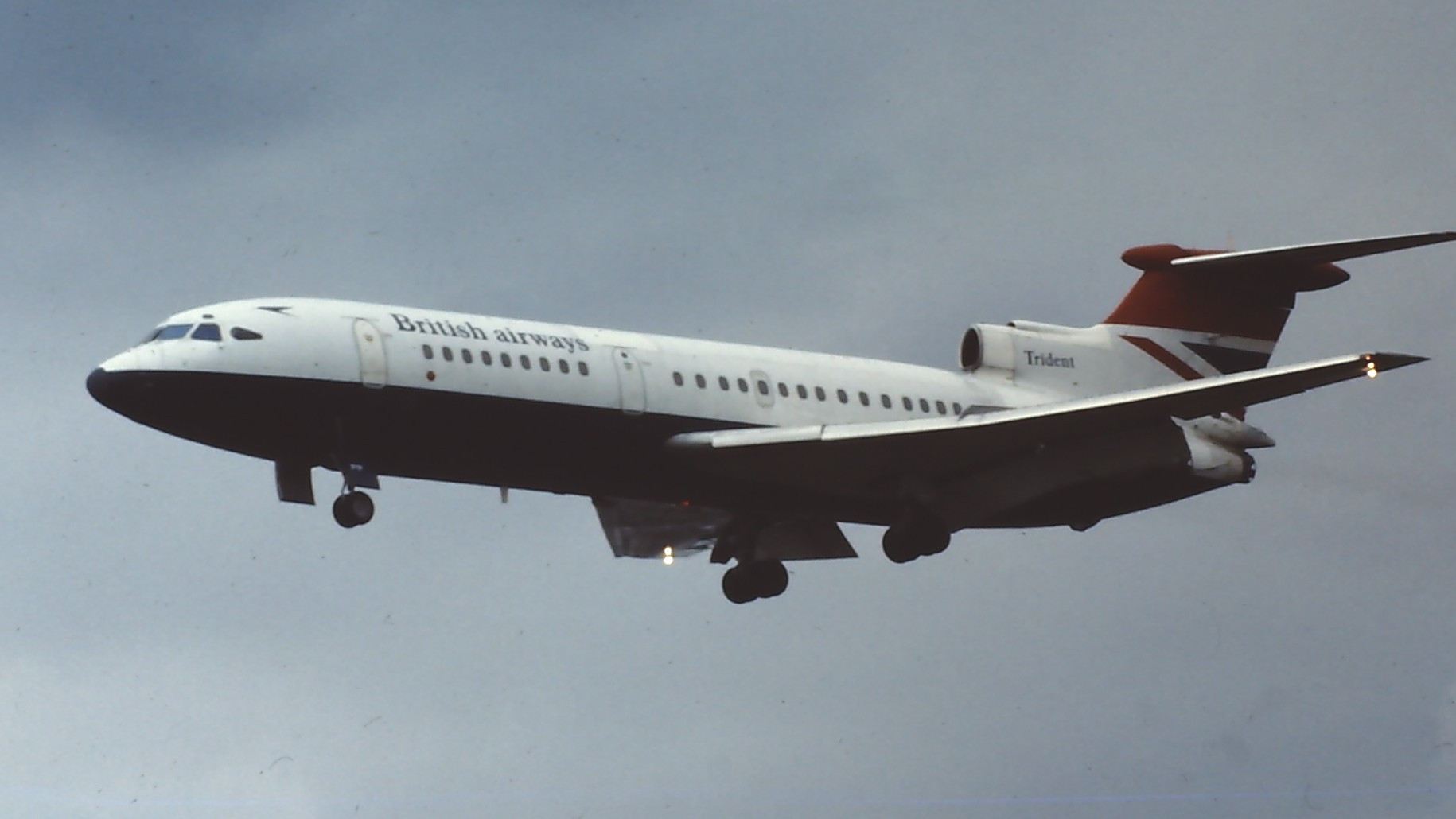
British Airways Hawker Siddeley Trident

A vállalat története, jogelődei révén, egészen 1924-re nyúlik vissza, amikor az Imperial Airways elindította az első kereskedelmi járatát London és Párizs között. A társaság 1939. november 24-én egyesült a British Airways Limited vállalattal, és British Overseas Airways Corporation néven folytatta a tevékenységét egészen 1974-ig, hogy aztán egy újabb cégegyesítés folytán a mai formájában szolgálja az utasokat.
A British Airways 1974-ben alakult az állami tulajdonban levő BOAC (British Overseas Airways Corporation) és a BEA (British European Airways) összeolvadásából. A 2002-vel végződő pénzügyi évben 40 millió utast szállított és forgalma meghaladta a 8 milliárd angol fontot.

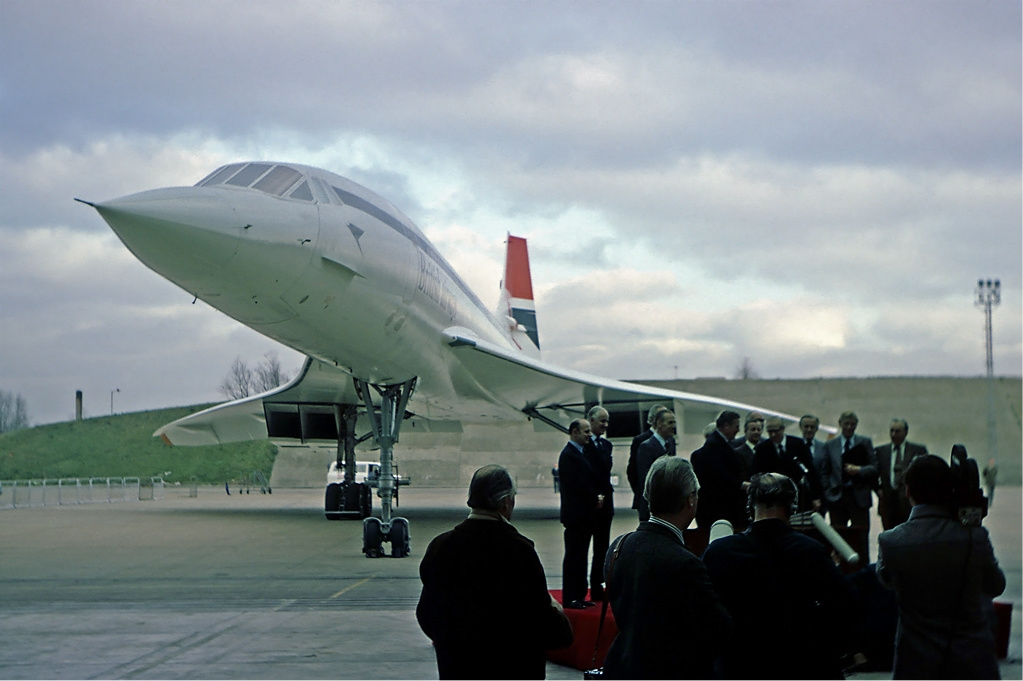
A British Airways első Concorde-ja a Heathrow-i repülőtéren, 1976. január 15-én

A brit–francia Concorde programban brit részről 1976-tól 2003-ig a British Airways vett részt. A légitársaság formális működése 1976. május 24-én indult a London és Washington között közlekedő transzatlanti járat felszállásával, melyet 1977. szeptember 27-én a New York-i járat követett. Valamivel később a légitársaság globális terjeszkedését a Singapore Airlines-szal közösen indított London–Szingapúr járat erősítette. A Concorde párizsi balesete és a szeptember 11-i eseményeket követő csökkenő utasforgalom a légitársaságok bevételeiben is érződött, így döntés született a Concorde járatok leállításáról. Az utolsó menetrend szerint közlekedő, BA002 járatszámú, British Airways Concorde 2003. október 24-én szállt le a Heathrow repülőtéren, lezárva ezzel a szuperszonikus polgári légiközlekedés 27 éves korszakát.
1984-ben Richard Branson üzletember megalapította a British Airways legnagyobb rivális légitársaságát, a Virgin Atlantic Airways-t. A két vállalat viharos kapcsolata azóta számtalanszor került az újságok címlapjára, vagy éppen a bíróságok üléstermébe egy-egy per kapcsán. Így például 1993-ban a Virgin vezetője pert indított rágalmazásért a British Airways ellen, melyben többek között azzal vádolták a BA-t, hogy tisztességtelen eszközökkel elcsábították az utasokat, magánokiratokat hamisítottak, valamint megsértették a Virgin hírnevét az üzleti életben. A per következményeként a British Airways képviselői hivatalosan bocsánatot kértek, 110 000 font kártérítést fizettek a Virgin Atlantic-nak, 500 000 font személyes kártérítést fizettek Richard Bansonnak, valamint kifizették a 3 millió fontos perköltséget.
1987-ben Margaret Thatcher kormánya privatizálta a légitársaságot, mely lépéssel a légitársaság profitabilitásának elérése volt a legfontosabb cél. A miniszterelnök asszony Sir John King üzletembert bízta meg a vállalat átalakításával. Míg a többi légitársaság rendszerint szerény eredményeket produkált, esetleg veszteséges volt, addig a reformok bevezetésével Lord Kingnek sikerült a világ egyik legnyereségesebb vállalatát kialakítania. A Londoni Értéktőzsdére 1987 februárjában vezették be a társaság részvényeit. Pár hónappal később a British Airways felvásárolta a britek másik nagy légitársaságát, a British Caledonian Airways-t.
1992-ben a vállalat felvásárolta a pénzügyi nehézségekkel küzdő Dan-Air légitársaságot, s ezzel megnövelte jelenlétét a Gatwick repülőtéren. Egy évvel később megalapították a British Airways ázsiai leányvállalatát, a British Asia Airways-t, amely 2001-es megszűnéséig Tajpej és London között üzemeltetett járatot.
1993 márciusában 25%-os részesedést szereztek az ausztrál Qantas légitársaságban, majd miután májusban felvásárolták az angol, belföldi piacon tevékenykedő Brymon Airways vállalatot is, létrehozták a British Airways Citiexpress (későbbi neve: BA Connect) leányvállalatot.
1993-ban Sir John King lemondott elnöki tisztségéről, szerepkörét addigi helyettese, Colin Marshall vette át. A vezérigazgatói posztot Bob Ayling kapta.
1998 szeptemberében öt légitársaság, a British Airways, a Qantas, az American Airlines, a Cathay Pacific és a Canadian Airlines megalapították a Oneworld légiszövetséget. A szövetség 1999-ben kezdte meg a működését és ma a világ harmadik legnagyobb légiközlekedési szövetsége (a Star Alliance és a SkyTeam után).
Bob Ayling vezetésével a vállalat mintegy 750 millió font költséget takarított meg és 1998-ban elindították a British Airways diszkont márkáját, a Go-t. A kezdeti sikerek dacára azonban a következő év első negyedévére 84% profitcsökkenést jelentettek be, hét év óta a legrosszabb üzleti eredményt. 2000 márciusában Aylingot leváltották a vezérigazgatói posztról, utódaként Rod Eddingtont nevezték meg. Még ugyanezen évben a British Airways és a KLM tárgyalásokat kezdeményezett egy esetleges egyesülésről, melynek pontos terveit júliusban nyújtották be az Európai Bizottság elé. A terveket két hónappal később a bizottság elutasította.
A következő évben a Tajpej–London járat felfüggesztésével a British Asia Airways megszüntette tevékenységét, pár hónappal később pedig a Go-t eladták a 3i nevű befektető cégnek. Az új vezérigazgató további költségcsökkentő intézkedéseket vezetett be, így 2001. szeptember 11. után a légi ipar megtorpanására létszámleépítéssel reagáltak, továbbá 2004-ben eladták a Qantas vállalatban lévő 25%-os tulajdonrészüket.
2005-ben az ír Aer Lingus vállalat addigi vezetője, korábban repülőgép-kapitány Willie Walsh lett a British Airways vezérigazgatója. 2008 januárjában a vállalat bemutatta az OpenSkies nevű új leányvállalatát, amely a transzatlanti légi piac liberalizációját kihasználva Párizs és New York, valamint Párizs és Newark Liberty nemzetközi repülőtér között közlekedtet járatokat.

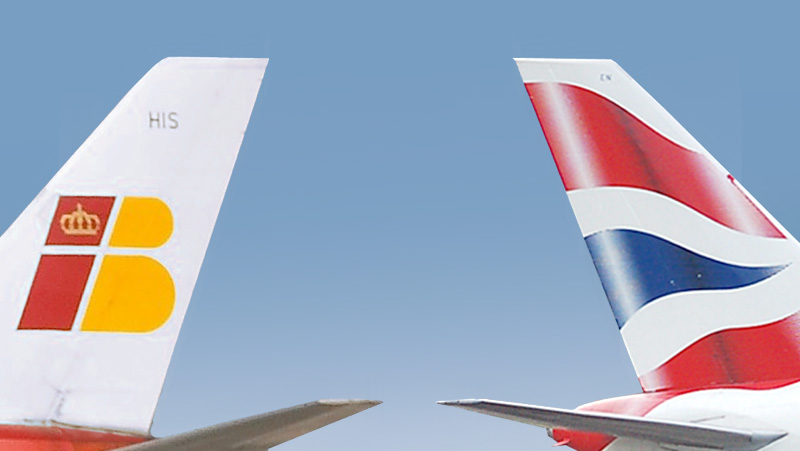
A British Airways és Iberia 2011 januárjában egyesült International Airlines Group néven

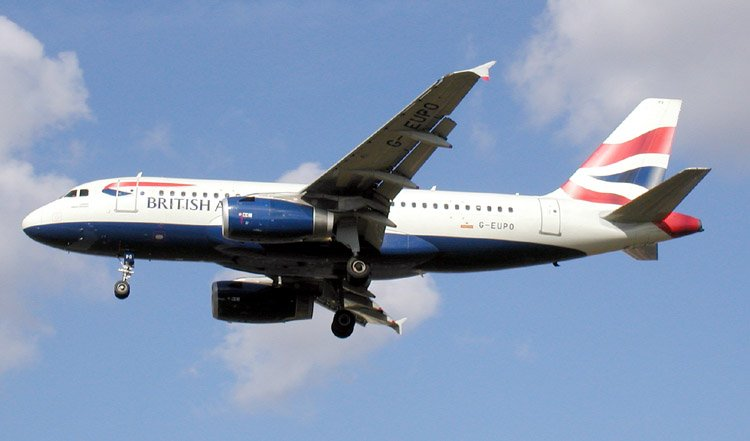
British Airways Airbus A319

2008 júliusában a vállalat bejelentette a – szintén oneworld tag – spanyol Iberiával való egyesülési szándékát. A közzétett terv része volt, hogy az egyesülést követően a két vállalat saját néven működik tovább. A tervet az Európai Bizottság és az Egyesült Államok Közlekedési Minisztériuma jóváhagyta, következő lépésként pedig a British Airways az American Airlines-szal közösen a transzatlanti járatok megosztásán kezdett dolgozni. 2010. október 6-án a British Airways, az Iberia és az American Airlines vállalatok alkotta szövetség megkezdte a működését. Az új partneri viszony mintegy 230 millió font éves megtakarítást jelent a British Airwaysnek, az Ibériával való egyesülése óta megtakarított évi 330 millió fonton felül. A spanyol légitársasággal való egyesülés formálisan 2011. január 21-én fejeződött be, a közös vállalat pedig az International Airlines Group (IAG) nevet viseli. Az IAG alapításakor éves bevétel tekintetében a világ harmadik legnagyobb, valamint Európa második legnagyobb légi vállalata lett. Az egyesülés óta a British Airways részvényeit nem jegyzik önállóan a londoni tőzsdén.
2010 szeptemberében Willie Walsh, már az IAG vezérigazgatójaként, bejelentette, hogy a vállalat további légitársaságok felvásárlását fontolgatja és közzétette – a potenciálisan megvásárolandó – vállalatok 12 névből álló listáját. Egy évvel később bejelentették, hogy a vállalat a Lufthansa cégcsoporttól megvásárolja a British Midland International társaságot. Az ügyletre 2012. március 30-án került sor 172 500 000 font áron. Ezt követően a British Airways új leányvállalatot alapított British Airways Limited néven, amely a London City és JFK repülőterek között közlekedtet 32 üzleti üléssel berendezett Airbus A318 típusú repülőgépeket naponta kétszer.
A British Airways volt a 2012-es londoni olimpia hivatalos légi szállító partnere. 2012. május 18-án a légitársaság szállította az olimpiai lángot Athén és RNAS Culdrose légibázis között, fedélzetén a brit olimpiai delegációval, amelynek tagjai Lord Sebastian Coe (a szervezőbizottság elnöke), Anna hercegnő, Hugh Robertson (az olimpiai játékokért felelős miniszter), Boris Johnson (London polgármestere), valamint David Beckham voltak.
A vállalat vezetése 2014. augusztusban az ebola járvány hatására a nyugat-afrikai járatok felfüggesztése mellett döntött. Az intézkedés a London – Freetown, és London – Monrovia járatokat érintette. Sajtójelentések szerint míg a közvélemény nagy többséggel egyetértett a döntéssel, addig Libéria és Sierra Leone kormánya, valamint a nemzetközi segélyszervezetek kifogásolták azt, továbbá azzal vádolták a döntéshozókat, hogy a járatok felfüggesztésével jelentősen megnehezítik a humanitárius segélyek és egészségügyi szakemberek eljutását a járvány által sújtott régióba. A járatok szüneteltetését először 2014. december 31-ig tartó időszakra jelentették be, majd később 2015. március 31-ig hosszabbították azt meg.

## A vállalat működése

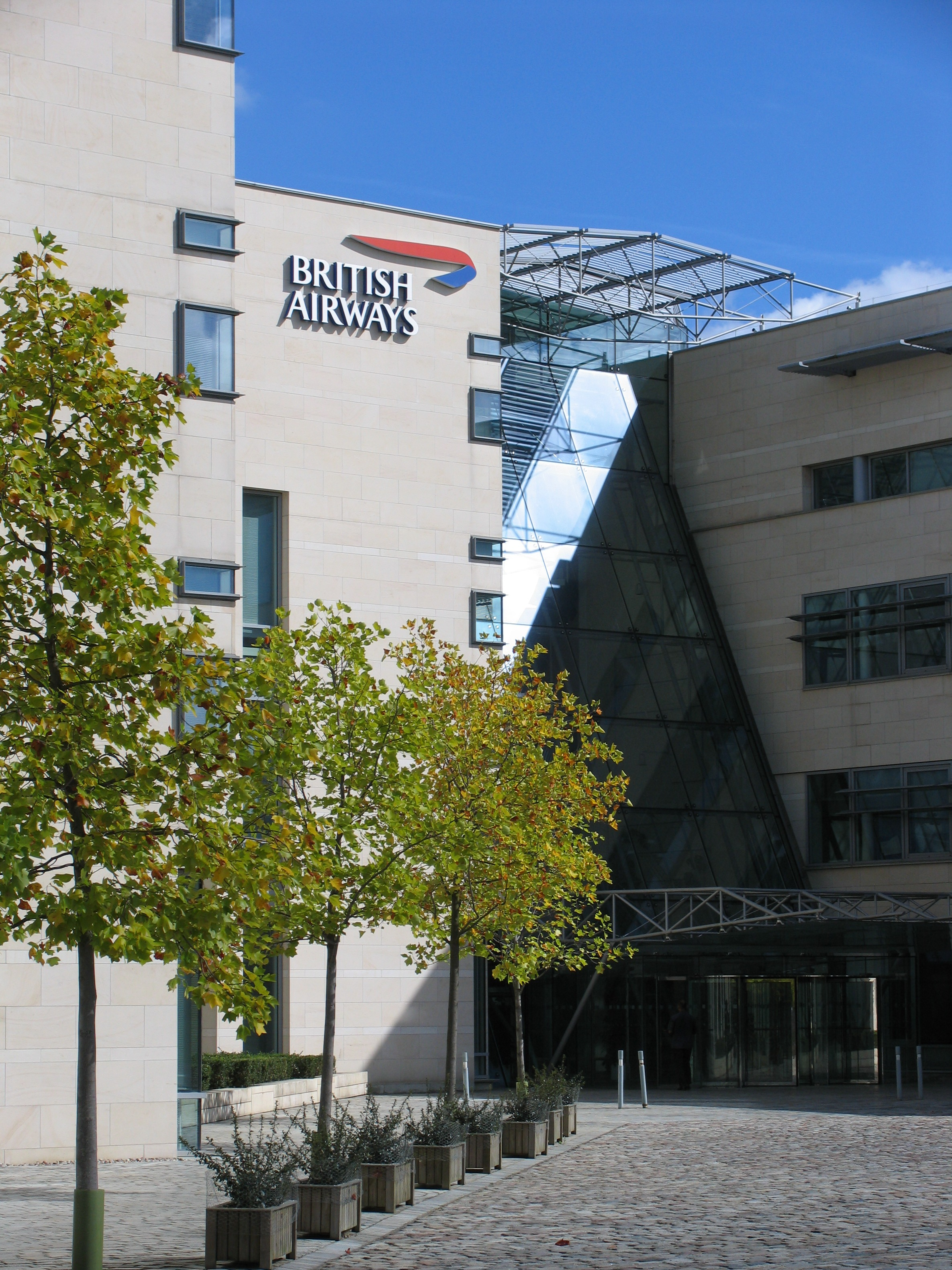
Waterside, a BA központja

A British Airways az Egyesült Királyság legnagyobb légitársasága flottaméret, a nemzetközi járatok száma, a nemzetközi úticélok és (2008-ig) utasszám tekintetében is. A társaság 2008-ban 34,6 millió utast szállított, ekkor azonban az EasyJet a maga 44,5 milliós utasszámával megelőzte a BA-t. A légitársaság működésének jogi alapja a brit Polgári Légkiközlekedési Hatóság (CAA) által kiállított A típusú működési engedély, melynek révén utasokat, légiárut és postai küldeményeket szállíthat 20 főnél nagyobb kapacitású repülőgépekkel.
A légitársaság központja London Harmondsworth negyedében, a Heathrow-tól mindössze 1 km-re fekvő Waterside üzleti parkban található. A jelenlegi főhadiszállást 1998-ban adták át, amely a korábbi – repülőtér területén lévő – Speedbird House funkcióját vette át.
A British Airways elsődleges (bázis) repülőtere Heathrow, de Gatwickről is jelentős számú utast szállít. Ezen kívül – leányvállalata, a BA CityFlyer révén – erős a jelenléte a London City airporton is. Korábban Manchester nemzetközi repülőterét is bázisreptérként használták, azonban a BA Connect alvállalat értékesítésével a társaság jelenléte jelentősen csökkent. Jelenleg amennyiben az utasok nemzetközi úticélok felé kívánnak repülni, kénytelenek azt londoni átszállással megtenni. A Heathrow repülőtéren a résidők (slotok) 40%-át a British Airways birtokolja. A British Airways járatok túlnyomó többsége a Terminál 5-ről üzemel, kapacitás hiányában azonban kivételt képez ez alól néhány közép- és rövid távú járat, amelyek a Terminal 1-ről üzemelnek, valamint azon rövid távú járatok, amelyeket a BMI légitársaság megvásárlásával nyertek és a Terminal 3-ról üzemelnek. A társaság budapesti járata is a Terminal 3-ról indul és érkezik. 2014. júniustól az elavult Terminal 1-et lebontják, funkcióját az új Terminal 2 veszi át. Ezzel egy időben a Star Alliance légitársaságok az új terminálba költöznek át, míg a British Airways járatait a Terminal 5 és Terminal 3 között osztják szét.

### A BA üzleti érdekeltségei
A BA CityFlyer, a British Airways leányvállalata, Európa-szerte 23 desztináció felé üzemeltet járatokat a London City airportról. A társaság összesen 14 db Embraer 140 és 190, valamint 1 db lízingelt Saab 2000 típusú repülőgéppel szállít utasokat. Úticéljaikkal eredetileg az üzletembereket célozták meg, azonban az utóbbi években a legkedveltebb európai szabadidős úticélok, így Velence, Ibiza, Palma de Mallorca is elérhetővé váltak az utasok számára.
1974-ben a BEA Helicopters társaság neve British Airways Helicopters névre változott, miután a vállalat a British Airways birtokába került. A cég – 1986-os értékesítéséig – helikopter járatokat üzemeltetett a Brit-szigetek körüli olajfúrótornyokhoz. Hasonlóképpen British Airways leányvállalat volt a német Deutsche BA 1997 és 2003 között, valamint a francia Air Liberté 1997 és 2001 között. 2007-ig érdekeltségükbe tartozott továbbá az Airways Aero Association, amely az angol repülős klubot szolgálja ki a London közeli Wycombe Air Park repülőtéren, azonban a vállalatot eladták a Sunrider Aurora nevű cégnek.
A dél-afrikai Comair és a skandináv Sun Air légitársaságok a British Airways franchise partnerei. 2007 márciusában, a BA Connect értékesítésével 15%-os részvénycsomagot nyertek a Flybe regionális légitársaságban. A British Airways 10% tulajdoni részt birtokolt az InterCapital and Regional Rail (ICRR) vállalatban, amely az Eurostar (UK) Ltd. – és ezáltal az Eurostar – üzemeltetését látta el 1998 és 2010 között a brit oldalon.
2008 márciusában, miután Európa és az Egyesült Államok között létrejött Open Skies egyezmény eredményeként a transzatlanti utakat liberalizálták, a British Airways megalapította az OpenSkies nevű leányvállalatát. A vállalat 2008 júniusától kezdett járatokat üzemeltetni Boeing 757-200 típusú repülőgépekkel Párizs és New York, illetve Párizs és Newark Liberty nemzetközi repülőtér között.
2012-ben létrehozták a British Airways Limited nevű alvállalatot, amely a London-City repülőtér és a JFK között szállít üzleti utasokat speciálisan átalakított, 32 üléses Airbus A318 típusú repülőgépekkel. A gépek a korábban a Concordehoz tartozó BA001, BA002, BA003 és BA004 járatszámokat viselik.
A British Airways áruszállítmányozási üzletága a British Airways World Cargo márkanevet viseli. 2012 óta a vállalat az IAG Cargo cégcsoport része, amely ezen kívül még a spanyol Iberia teherszállítását látja el és szállított tehertonna/km egységre vetítve a világ 12. legnagyobb légi teherszállítmányozója. 2014 januárjáig 3 db lízingelt Boeing 747–8F típusú teherszállító repülőgéppel szállították a rakományt, azóta a vállalat csökkentette a szállítmányozási üzletágát. A vállalat teljesen automatizált áruközponttal üzemel Heathrown, valamint Gatwick és Stansted repülőterekről is jelentős volumenben szállít árut.

### Szakszervezetek
A vállalat dolgozóit számos szakszervezet képviseli, így a pilóták a – nagyjából 10 000 tagot számláló – British Air Line Pilots` Association (Brit Légipilóták Egyesülete) szervezet tagjai, míg a légiutaskísérők érdekeit a British Airlines Stewards and Stewardesses Association (Brit Légiutaskísérők Egyesülete) védi. A földi kiszolgáló személyzet, vagy más légitársasági alkalmazottak a Unite The Union vagy GMB Egyesület tagjai. Utóbbiak általános dolgozói szakszervezetek, melyeknek egyenként több mint fél millió tagja van. A légitársaság történetének eddigi legnagyobb sztrájkjára 1997-ben került sor, amelyet az akkori vezérigazgató, Bob Ayling költségcsökkentő intézkedései miatt az utaskísérők szakszervezete hirdetett meg. Ezt követően egészen 2007-ig nem szervezett sztrájkot az említett egyesület, bár a dolgozók általános elégedettsége meglehetősen ingadozó. Annak érdekében, hogy a vállalat vezetése és a dolgozók közti információáramlás hatékonyabb legyen, számos konferenciát és egyeztető tárgyalást tartottak és tartanak napjainkban is.
2005-ben a vállalat cateringért felelős partnere, a svájci székhelyű Gate Gourmet 670 dolgozóját bocsátotta el, és azokat külső erőforrásból, szerződött munkaerő-közvetítőktől pótolta. Ezen lépésre reagálva a British Airways földi személyzetét tömörítő egyesület azonnali sztrájkot hirdetett, amely egyes értesülések szerint a vállalatnak hozzávetőleg 30 millió font bevételkiesést okozott, és nagyjából 100 000 utas kiszolgálását befolyásolta. 2006 októberében a vállalat egy polgári per miatt került a sajtóba, miután egy keresztény dolgozójuknak megtiltották, hogy egy feszülettel ellátott nyakláncot viseljen munkaidő alatt. Az eset után több politikus nyíltan is megkérdőjelezte a légitársaságnak azt a jogát, hogy megtiltsa dolgozóinak a vallási jelképek viselését. Az akkori belügyminiszter, John Reid, és Jack Straw külügyminiszter is bírálták ezt az intézkedést.
A BA és dolgozói szakszervezetek közti viszony olykor viharosra fordul. 2007-ben a vállalat a dolgozói bérekre vonatkozó költségtakarékos intézkedéseket hirdetett meg, melyre az utaskísérőket tömörítő egyesület sztrájkfenyegetéssel reagált. Az utolsó pillanatban sikerült egyezségre jutni, azonban ez a British Airwaysnek 80 millió fontjába került.
2009-ben az egyik szakszervezet szavazás útján kérte a tagok véleményét a karácsonyi időszakra tervezett sztrájkhoz. Noha a tagok többsége egyetértett a sztrájkkal, a munkabeszüntetést végül bírósági határozat tiltotta meg, amely a szavazást jogellenesnek nyilvánította. Ettől függetlenül a következő év márciusában sor került a sztrájkra. A BA válaszképpen a munkabeszüntetésben részt vett dolgozóktól megvonta az utazási kedvezményeiket.
2010 májusában újabb sztrájkot hirdettek, melyet végül az illetékes bíróság újra határozatban tiltott meg. A brit Szocialista Munkáspárt néhány tagja megzavarta a British Airways és egyik dolgozói szakszervezete közötti tárgyalásokat. Később újabb botrány rombolta a vállalat hírnevét, amikor Derek Simpson, az egyik szakszervezet vezetője bizalmas információkat tett közzé a saját Twitter oldalán.

## Célországok

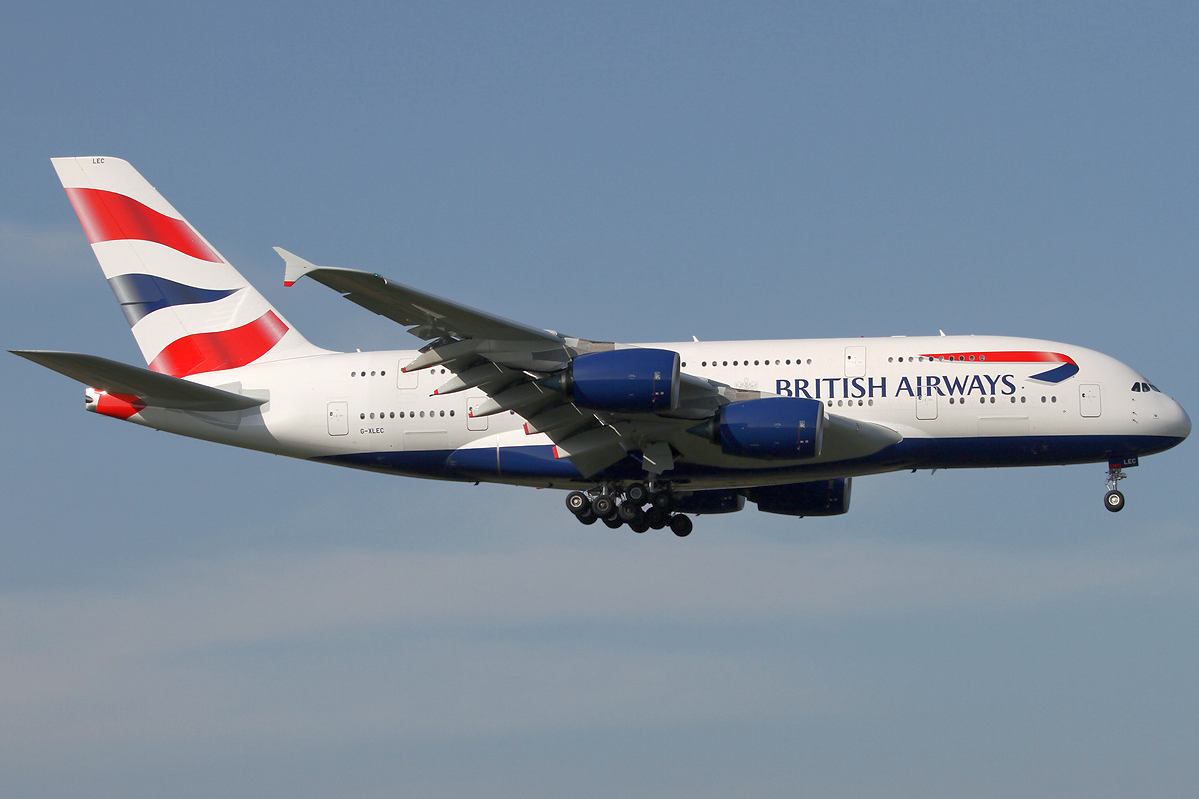
British Airways és franchise partnerek úticéljai

A British Airways több mint 160 úticélra repül (ebből 6 belföldi repülőtér). Azon kevés légitársaságok egyike, amelyek a 6 – állandóan lakott – kontinens mindegyikére üzemeltetnek menetrend szerinti járatokat. A többi ilyen légitársaság a:
- Delta Air Lines,
- Emirates,
- Etihad Airways,
- Korean Air,
- Qantas,
- Qatar Airways,
- Singapore Airlines,
- South African Airways és a
- United Airlines

## A British Airways légiflottája
A British Airways 1974-es alakulásakor – a BOAC-tól örökölt Boeing 707 és Boeing 747 típus kivételével – valamennyi repülőgépe az Egyesült Királyságban készült. Az 1980-as években aztán forgalomba állították a Boeing 737 Classic és Boeing 757 család gépeit, melyeket a rákövetkező évtizedben a Boeing 747–400, a Boeing 767 és a Boeing 777 követett. 55 darabos flottájával a vállalat lett a Boeing 747–400 flotta legnagyobb üzemeltetője. A Boeing 787 Dreamliner bevezetését megelőzően a Boeing a 36-os ügyfélkóddal szállította a megrendelt repülőgépeket, így például a British Airways által üzemeltetett jumbók típusjelzése Boeing 747–436 lett (747 a típuscsaládot, a 4 az altípust, míg a 36 a British Airways-t jelöli).
1991-ben a légitársaság leadta az első Boeing 777–200 típusra vonatkozó rendelését, melyet egy 2007-es flottabővítés során további négy darab rendelése követett, hozzávetőleg 800 millió dollár összegért. Az első gép General Electric GE90 típusú hajtóműveket kapott, amelyeket aztán Rolls-Royce Trent 800 típusra cseréltek.
Flottamodernizációs programjuk részeként 2007-ben bejelentették 36 db nagy hatótávolságú repülőgép vásárlását a hosszú távú repülőjáratok üzemeltetéséhez. Az új flotta 12 db Airbus A380–800 és 24 db Boeing 787–800 típusú gépekből állt össze. A cserével a Dreamliner gépek a Boeing 767 kiöregedett flottájából 14-et cseréltek, míg az A380-as típusok beszerzése a jumbó park 20 korosodó gépének leváltása miatt volt időszerű. Az A380-as típus forgalomba állításakor figyelembe vették a kapacitási adottságait is, így több utast szállíthat és a legnépszerűbb úti célok felé repülhet.
2008. augusztus 1-jén a vállalat 6 db növelt hatótávú Boeing 777–300ER típus rendelését jelentette be, valamint további 4 db gép vásárlására opciós szerződést kötött (tekintettel, hogy a Boeing–787 típus gyártása késve kezdődött, így kívánták áthidalni a bizonytalan átmeneti időszakot).
2013. április 22-én az IAG (a BA anyavállalata) bejelentette 18 db Airbus A350–1000 repülőgép vásárlását, amellyel egyidőben további 18 db-ra kötöttek opciót. A gépek egy része a Boeing 747–400 típusok cseréjét szolgálja. Ezen kívül a 2007-ben leadott, eredeti, Dreamliner típusokra vonatkozó opciót rendelésre módosították, így a legyártott repülők 2017 és 2021 között kerülnek a British Airways birtokába.
2013. június 26-án landolt az első Boeing 787–8 Dreamliner Heathrown. A típus szeptember 1-jén állt forgalomba London és Toronto, és pontosan egy hónappal később, október 1-jén London és Newark útvonalon. Az első Airbus A380 típus 2013. július 4-én érkezett a légitársasághoz. Szeptember 24-én szállított először utasokat London és Los Angeles között, majd a típust a második példány megérkezésével London–Hongkong útvonalon is szolgálatba állították.
2014 márciusában a Dreamliner szolgálatba állt a London–Haidarábád útvonalon.
2014. szeptember 8-án a vállalat bejelentette, hogy a korosodó Boeing 747–400 flotta 18 legfiatalabb tagját – 2015-től kezdődően – teljesen felújítják. A művelet során a fedélzet Panasonic eX3 gyártmányú szórakoztatórendszert kap, a korábbinál nagyobb táblagép jellegű érintőképernyőkkel és több mint 130 filmből álló műsorkínálattal.
2014. szeptember 11-én a vállalat képviselői átvették a legújabb G-XLEG lajstromú Airbus A380 típusú gépüket Toulouse-ban. Ezzel akkor összesen 7 db üzemelt a flottájukban (G-XLEA, G-XLEB, G-XLEC, G-XLED, G-XLEE, G-XLEF). Az átvétel pillanatában ezen kívül még további két gépre volt érvényes rendelésük, valamint egyúttal megerősítették, hogy a típus két új célpontra közlekedik, 2014. október 2-től Washingtonba a Dulles repülőtérre, valamint október 28-tól Szingapúrba, továbbá próba jelleggel, a nyári csúcsidőben, 2015. április 2-től San Franciscóba heti öt alkalommal.
2016 május elején a vállalat meghirdette az addigi leghosszabb leszállás nélküli útvonalát Gatwick és a chilei főváros, Santiago között. A járat 2017. január 3-án indul Boeing 787-9 típussal és az út mintegy 14 óra 40 percig tart.

### Jelenlegi flotta
Az IAG, a világ egyik legnagyobb légiközlekedési vállalatcsoportja jelenleg nagyjából 400 gépből álló légiflottával rendelkezik, melyből 253 a British Airways kötelékében teljesít szolgálatot.
A következő repülőgépek alkotják a British Airways légiflottáját (2025 januárjában)

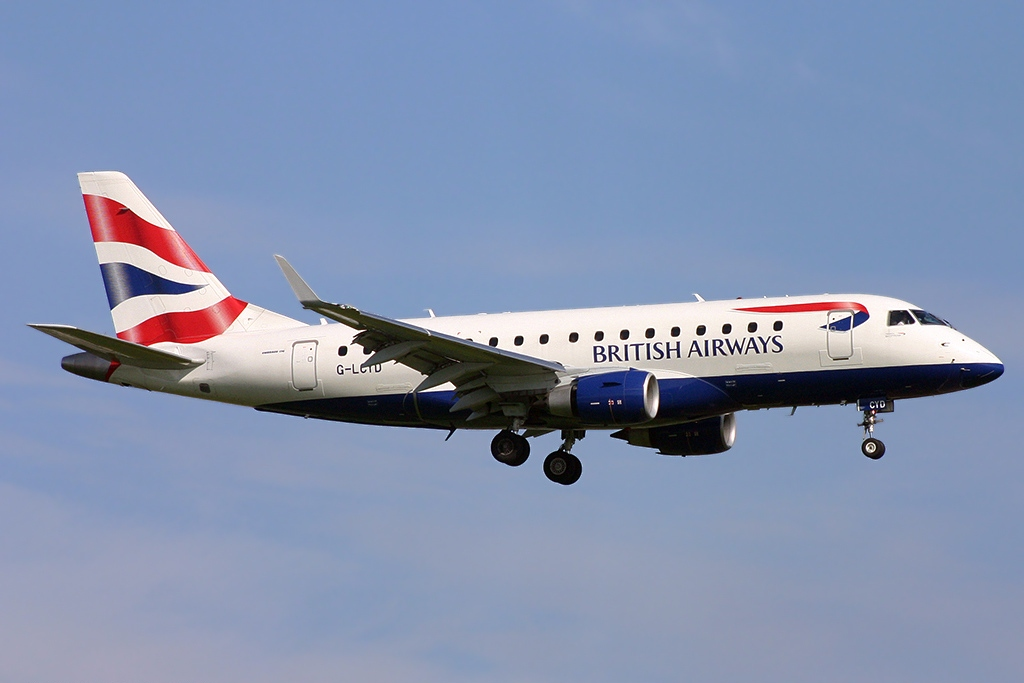
Az Embraer flotta ideális a LCY reptér rövid, mindössze 1508 m hosszú futópályáján való landolás/felszálláshoz

| Típus            | Szolgálatban | Megrendelések | Utasok | Utasok | Utasok | Utasok | Utasok | Megjegyzések                                                                                              |
| Típus            | Szolgálatban | Megrendelések | F      | J      | W      | Y      | Total  | Megjegyzések                                                                                              |
| ---------------- | ------------ | ------------- | ------ | ------ | ------ | ------ | ------ | --- |
| Airbus A319–100  | 27           | —             | —      | —      | 40     | 83     | 123    | |
| Airbus A320–200  | 53           | —             | —      | —      | 48     | 108    | 156    | |
| Airbus A320neo   | 26           | —             | —      | —      | 48     | 108    | 156    | Az IAG csoport további 27 gépet rendelt, ezek elosztása a társult légitársaságok között eddig ismeretlen. |
| Airbus A321neo   | 15           | —             | —      | —      | 56     | 136    | 192    | Az IAG további 27 gépet rendelt, ezek elosztása a társult légitársaságok között eddig ismeretlen.         |
| Airbus A350-1000 | 18           | —             | —      | 56     | 56     | 219    | 331    | |
| Airbus A380-800  | 12           | —             | 14     | 97     | 55     | 303    | 469    | 2026. év közepéig belső átalakításon esnek át.                                                            |
| Boeing 777–200ER | 43           | —             | 8      | 49     | 40     | 138    | 235    | |
| Boeing 777–200ER | 43           | —             | —      | 48     | 40     | 184    | 272    | |
| Boeing 777–200ER | 43           | —             | 14     | 48     | 40     | 134    | 236    | |
| Boeing 777–200ER | 43           | —             | —      | 32     | 52     | 252    | 336    | |
| Boeing 777–200ER | 43           | —             | —      | 32     | 48     | 252    | 332    | |
| Boeing 777–300ER | 16           | —             | 8      | 76     | 40     | 132    | 256    | |
| Boeing 777–9     | —            | 18            | 8      | 65     | 46     | 206    | 325    | A kiszállítások legalább 2026-ig csúsznak.                                                                |
| Boeing 787–8     | 12           | —             | —      | 31     | 37     | 136    | 204    | |
| Boeing 787–8     | 12           | —             | —      | 35     | 25     | 154    | 214    | |
| Boeing 787–9     | 18           | —             | 8      | 42     | 39     | 127    | 216    | |
| Boeing 787–10    | 11           | 7             | 8      | 48     | 35     | 165    | 256    | |
| Összesen         | 253          | 25            |        |        |        |        |        | |

### Karbantartás

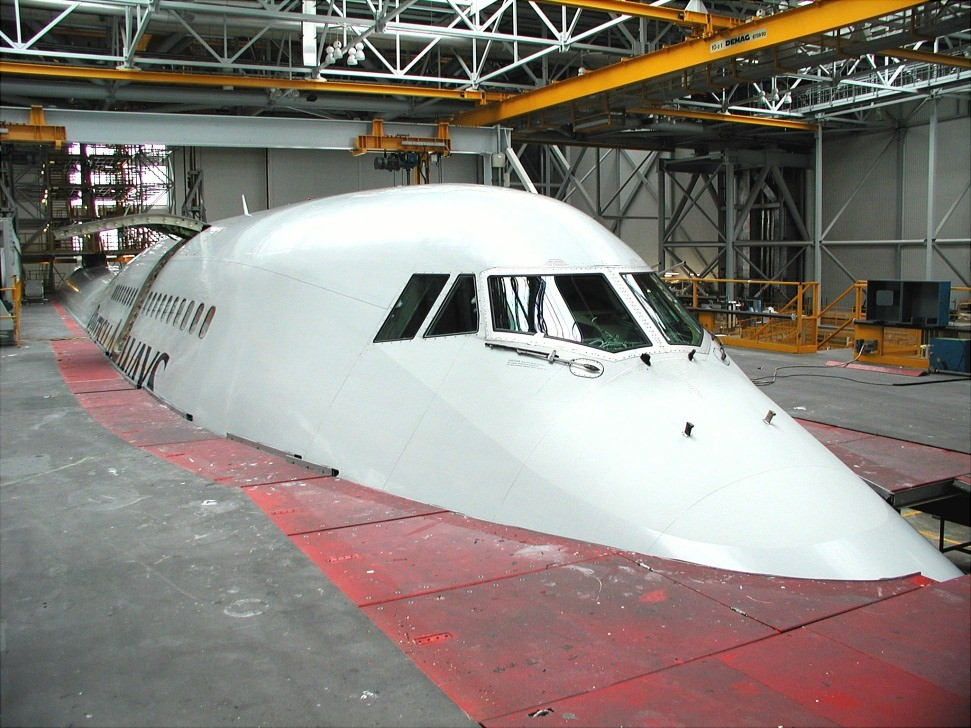
Boeing 747–400 a Cardiff repülőterén épült BA szerelőhangárban

A légitársaság saját műszaki ágazattal rendelkezik. A műszerészek a javítási és karbantartási munkákat a világ 70 különböző repülőterén, a helyszínen el tudják végezni. Heathrow és Gatwick repülőtereken a vállalat saját javító hangárt használ, míg a Cardiffban és Glasgowban található szerelőkomplexumban teljeskörű karbantartást, üzemi felkészítést végeznek. A prestwicki repülőtér egysége 2014-ig kifejezetten az A320-as (A318, A319, A320, A321) típuscsalád burkolati hibáinak (pl. korrózió) javítását végezte. A British Airways Boeing 737–400 típusának (Gatwick flotta) teljes körű, időszakos karbantartását 2012 januártól a típus kivonásáig a Lufthansa Technik végezte a szófiai szerelőközpontjukban.
1990-ben nyílt Cardiff repülőterén a British Airways szerelőkomplexuma, amelyben azóta a hosszú távú utakon üzemeltetett járműpark időszakos, teljes körű karbantartását (D-check) végzik. Egy Boeing 747–400 típus például mintegy 5-6 évente esik át egy ilyen műveleten, melynek során a repülőgépet esetenként alkotóegységeire szedik szét, a teljesen elhasználódott alkatrészek helyett újakat szerelnek be, felújítják a belső burkolatokat, kárpitot, üléshuzatokat. Ez a fajta művelet gépenként nagyjából 5 hétig tart.

### Korábbi flotta
| Típus                   | Használatba vétel | Kivonás |
| ----------------------- | ----------------- | ------- |
| Airbus A320–100         | 1988              | 2007    |
| BAC One-Eleven 400      | 1974              | 1988    |
| BAC One-Eleven 500      | 1974              | 1993    |
| BAe 146–200             | 1989              | 1994    |
| BAe ATP                 | 1989              | 1994    |
| Boeing 707-300          | 1974              | 1984    |
| Boeing 707–400          | 1974              | 1981    |
| Boeing 737–200          | 1977              | 2001    |
| Boeing 737–300          | 1988              | 2009    |
| Boeing 737–400          | 1997              | 2015    |
| Boeing 737–500          | 1996              | 2009    |
| Boeing 747–100          | 1974              | 1999    |
| Boeing 747–200          | 1977              | 2001    |
| Boeing 757–200          | 1983              | 2010    |
| Concorde                | 1976              | 2003    |
| Hawker Siddeley Trident | 1974              | 1985    |
| Hawker Siddeley HS 748  | 1975              | 1989    |
| Lockheed Tristar 1      | 1975              | 1983    |
| Lockheed Tristar 200    | 1980              | 1991    |
| Lockheed Tristar 500    | 1979              | 1983    |
| McDonnell Douglas DC–10 | 1988              | 1999    |
| Vickers VC10            | 1974              | 1981    |
| Vickers Vanguard        | 1974              | 1975    |
| Vickers Viscount        | 1974              | 1982    |

## Marketing

### A márka

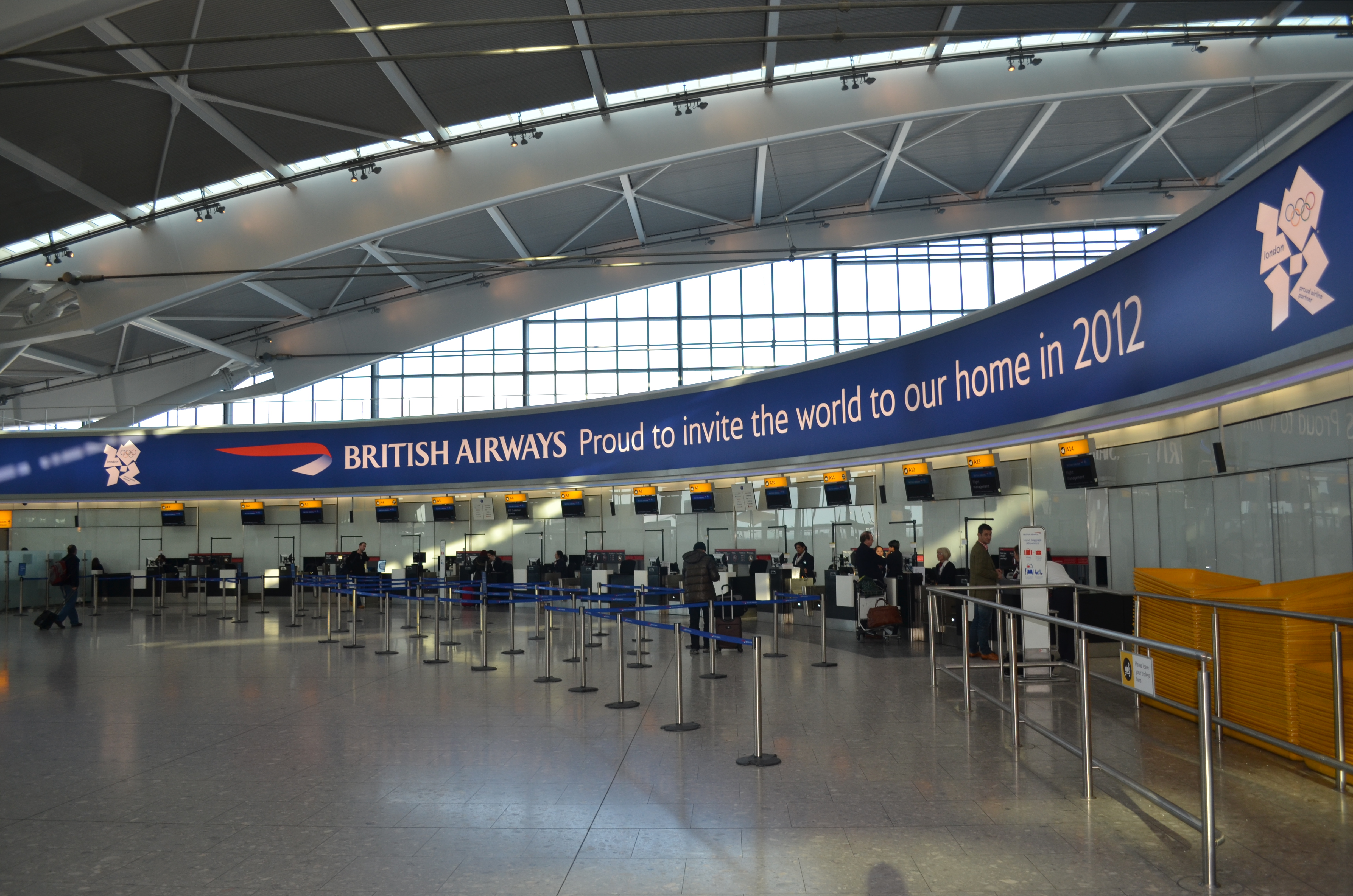
A British Airways reklámja Heathrow 5-ös terminálon 2012-ben

A British Airways televíziós reklámok nagy többséggel Léo Delibes Lakmé című operájából a Virágduett áriát használják zenei háttérnek. 1998-ban mutatták be a légitársaság történetének egyik leghíresebb reklámját Face (Arc) névvel és The World`s Favourite Airline (A világ kedvenc légitársasága) szlogennel. A reklámot a Saatchi & Saatchi kreatív ügynökség készítette. A szlogent 2001-ben használták utoljára, miután a Lufthansa megelőzte a BA-t utasszám tekintetében. A Virágduett azonban továbbra is a vállalat hivatalos reklámzenéje, 1998 óta számtalan változatban támogatta a márkát.
2002-ben a Bell Atlantic telekommunikációs vállalattól megvásárolták a .ba domainnevet, melynek jelentősége abban rejlik, hogy azonos a vállalat rövidített nevével (BA) és IATA-kódjával.
2011-ben ünnepelték a vállalat fennállásának 90. évfordulóját, melyet a 90 másodperces To Fly. To Serve reklámfilmmel ünnepeltek.
A British Airways a wimbledoni teniszbajnokság hivatalos légiszállító partnere, mint ahogy a 2012. évi londoni olimpia és paralimpia egyik legfontosabb szponzora és partnere volt.
A légitársaság High Life nevű fedélzeti magazinja 1974 óta áll az utasok rendelkezésére.

### A gépek festése

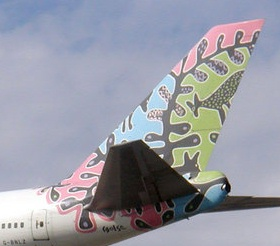
Egy BA Boeing 747–400 Utopia nevű farokfestést visel a World Images kampány részeként

1974-es megalakulása óta a légitársaság Union Jack motívumot fest a repülőgépei függőleges vezérsíkjára. Az 1990-es években némiképpen változott az eredeti arculat, azonban a stilizált zászló mint alapmotívum továbbra is jelen van a gépek festésén.
1997-ben meglehetősen megosztotta a véleményeket a British Airways World Images (A világ képekben) kampánya, amellyel a készítők a társaság úticéljainak sokféleségét akarták hangsúlyozni, tekintve, hogy a BA a világ szinte minden szegletébe repül. A kampány során a repülőgépek farokrésze és a vezérsíkok új festést kaptak, jellemzően művészek által megálmodott minták, figurák jelképezték a távoli országokat.
Egyes források szerint az új arculat bonyodalmakat okozott a brit reptereken, hiszen míg a légiirányítók korábban rendszeresen használták azt a leegyszerűsített parancsot, hogy „kövesd a British Airways gépet”, addig mostantól már korántsem volt egyértelmű, hogy melyik a BA gép, hiszen eltérő volt a festésük, nehezítve a vizuális azonosítást. Sok közéleti személyiség szólalt fel a kampány ellen, így például a korábbi miniszterelnök Margaret Thatcher is.
Mindeközben a rivális Virgin Atlantic, kihasználva a BA körül kialakult negatív sajtót, az összes repülőjén átfestette a wingleteket a brit zászló mintájára, és a „Britain`s national flag carrier” (Nagy-Britannia nemzeti zászlóhordozója) szlogent kezdte alkalmazni. 1999-ben a vezérigazgató bejelentette, hogy az eredetileg csak a Concorde-flottának tervezett új arculatot az összes repülőgépen alkalmazzák, így azóta a British Airways – Union Jack ihlette – arculata változatlan.

### Törzsutas program

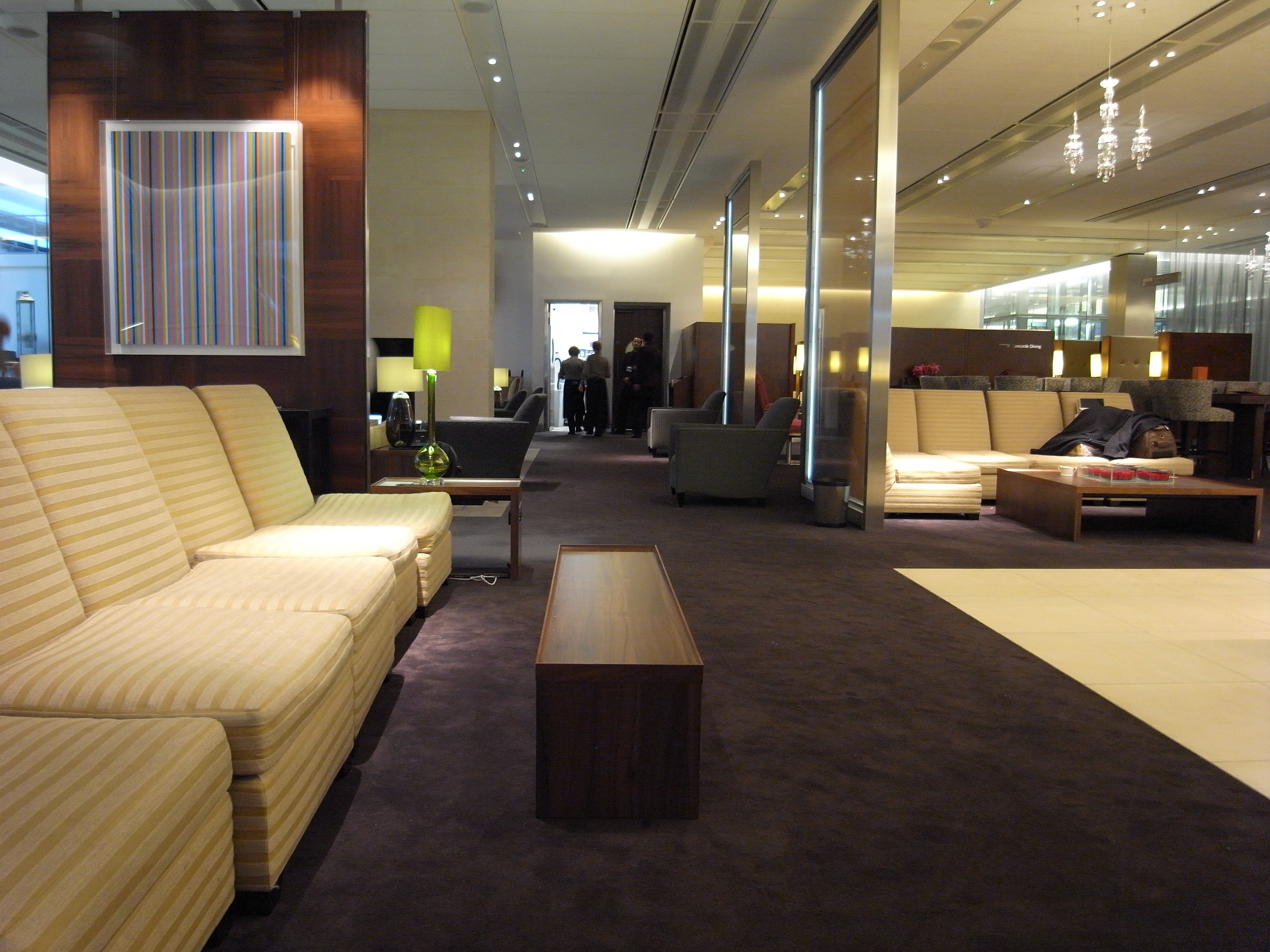
A Concorde szalon (Heathrow), az első osztályú utasokat, illetve az Gold Executive Club tagokat szolgálja ki

A British Airways Executive Club nevű sávos törzsutas programja elsősorban belépésre jogosít a világ különböző repülőterein kialakított exkluzív várókba, továbbá a biztonsági ellenőrzéskor elsőbbséget biztosít, lerövidítve ezzel a procedúra idejét. A BA a legnagyobb és legfontosabb céges üzleti ügyfelei részére fenntartja a Premier szolgáltatást, melynek révén az adott vállalat dolgozói igénybe vehetik a törzsutas program kedvezményeit anélkül, hogy a minimális mérföldpont mennyiséget összegyűjtötték volna.
Az Executive Club kedvezmény automatikusan jár az üzleti osztályra (Club World vagy Club Europe) jegyet váltott utasoknak. Aki hosszú távú járaton első osztályra (first class) szóló jegyet vált, vagy Gold Executive Club-tag, jogosult az exkluzív, első osztályú First Class Lounge váróteremben a szolgáltatások igénybevételére.
2011 óta a British Airways átdolgozta a törzsutas programját, hogy az Ibériával való egyesülést követően a két légitársaság utasai a legjobban kihasználhassák a nyújtott kedvezményeket.
A törzsutas kedvezmény ezen kívül Avios pontok gyűjtését is lehetővé teszi, amelyeket ingyenes repülőjegyekre, szállodai kedvezményekre és számos más kedvezményre lehet beváltani.

## Utaskabin

### Rövid táv
- UK Domestic a British Airways belföldi turista (economy) osztályának a neve. A legtöbb belföldi járat tipikusan Airbus A320 típusú géppel üzemel, kivételt képez ez alól hétköznap, csúcsidőben az Edinburgh és London, illetve Glasgow és London között közlekedő Boeing 767–300, melyen kizárólag economy helyek foglalhatók. Gatwick repülőtéren jellemzően Boeing 737–400, Airbus A319 és Airbus A320 flotta üzemel. A kiöregedett Boeing 737–400 flotta utolsó példánya 2015-ben fejezi be a szolgálatot a British Airways színeiben.[135]
- UK Business a belföldi üzleti osztály megnevezése. Ugyanaz az utaskabin és ugyanazok az ülőhelyek is, mint a belföldi turista esetén, a különbség mindössze annyi, hogy utazás előtt a business utasok igénybe vehetik a business váró(k) szolgáltatását.
- Euro Traveller a British Airways turista osztálya Európán belül.
- Club Europe az Európán belüli járatok üzleti osztálya. A business jegy megváltása egyben belépésre jogosít a business váróba a kontinens legtöbb repülőterén (jellemzően a Oneworld szövetség névtáblájával ellátott várók). Az utaskabinban úgy alakítják ki az üzleti osztályt, hogy az első néhány sorban a középső ülésekre nem fogadnak foglalást, így a 2x2-es konfiguráció biztosítja a kényelmet.[136]

### Közép táv
2012-ben mutatta be a légitársaság a BMI-től örökölt középtávú járatain a megújult utaskabinokat az Airbus A321 típusú flottáján. Ezek a repülőgépek elsősorban Tel-Avivba, Bakuba, Tbiliszibe, Ammánba, Bejrútba és Almatiba repülnek. Az első 23 sor (üzleti osztály) 1-2, 2-1 konfigurációval és teljesen vízszintes állásba (ággyá alakítható) állítható ülésekkel biztosítja a nagyobb kényelmet. Az üléseket Thales i5000 fedélzeti szórakoztató rendszerrel szerelték fel.

### Hosszú táv
- First a British Airways első osztályú kabinja, amely a Boeing 747–400, Airbus A380–800 és Boeing 777–300ER típusokon elérhető. Mindegyik repülőgépen 14 db félkabin kialakítású ülés található, melynek lényege, hogy olyan elválasztó panelek veszik körül az ülést, amelyek esztétikusak, ergonomikusak, ugyanakkor biztosítják, hogy az utasok nem zavarják egymás nyugalmát az utazás alatt. Mindegyik ülés gombnyomással 180 cm hosszúságú ággyá alakítható, saját (38 cm szélességű) fedélzeti szórakoztató rendszerre csatlakoztatott monitorral és konnektorral van ellátva.[137]
- Club World a hosszú távú járatok üzleti osztálya (business class) a Boeing 747–400, Boeing 767, Boeing 777, Boeing 787, Airbus A318, Airbus A380 típusú repülőgépeken. Az ülések teljes egészében ággyá alakíthatók. 2006 óta a Next Generation New Club World újítás részeként nagyobb ülések biztosítják a kényelmet.
- World Traveller Plus a BA prémium economy osztálya. Soronként 2-4-2 ülés, konnektor és fedélzeti szórakoztató rendszer biztosítja a komfortot.
- World Traveller a hagyományos turista osztály a BA hosszú távú járatain. Valamennyi ülés háttámlájába monitort szereltek, így a fedélzeti szórakoztató rendszer minden utas számára egyedileg elérhető.

Ülések elrendezése, lábtér (cm), ülés szélessége (cm):
| Típus            | First Class | First Class | First Class | Business | Business | Business  | Premium Economy | Premium Economy | Premium Economy | Economy | Economy | Economy   | Megjegyzés              |
| ---------------- | ----------- | ----------- | ----------- | -------- | -------- | --------- | --------------- | --------------- | --------------- | ------- | ------- | --------- | ----------------------- |
|                  | Ülések      | Lábtér      | Szélesség   | Ülések   | Lábtér   | Szélesség | Ülések          | Lábtér          | Szélesség       | Ülések  | Lábtér  | Szélesség |                         |
| Airbus A318      | -           | -           | -           | 2x2      | 185,4    | 50,8      | -               | -               | -               | -       | -       | -         | Csak business           |
| Airbus A319      | -           | -           | -           | 2x2      | 86,4     | 48,3      | -               | -               | -               | 2x3     | 78,7    | 48,3      |                         |
| Airbus A320      | -           | -           | -           | 2x2      | 86,4     | 43,2      | -               | -               | -               | 2x3     | 78,7    | 43,2      |                         |
| Airbus A321      | -           | -           | -           | 2x2      | 86,4     | 48,3      | -               | -               | -               | 2x3     | 78,7    | 43,2      | Európai járatokon       |
| Airbus A321      | -           | -           | -           | 1-2,2-1  | 114,3    | 66        | -               | -               | -               | 2x3     | 78,7    | 43,2      | Közép távú járatokon    |
| Airbus A380-800  | 1-2-1       | 198,1       | 55,9        | 2-4-2    | 182,3    | 50,8      | -               | -               | -               | 3-4-3   | 78,7    | 43,2      | Főfedélzet              |
| Airbus A380-800  | -           | -           | -           | 2-3-2    | 182,3    | 50,8      | 3-4-3           | 96,5            | 45,7            | 3-4-3   | 78,7    | 43,2      | Felső fedélzet          |
| Boeing 737-400   | -           | -           | -           | 2x3      | 86,4     | 53,3      | -               | -               | -               | 2x3     | 81,3    | 43,2      |                         |
| Boeing 747–400   | 1-1, 1-2-1  | 198,1       | 55,9        | 2-4-2    | 182,9    | 50,8      | 2-4-2           | 96,5            | 45,7            | 3-4-3   | 78,7    | 43,2      | Főfedélzet              |
| Boeing 747–400   | -           | -           | -           | 2x2      | 182,9    | 50,8      | -               | -               | -               | -       | -       | -         | Kupola (felső fedélzet) |
| Boeing 767-300ER | -           | -           | -           | 3x2      | 182,9    | 50,8      | 3x2             | 96,5            | 45,7            | 2-3-2   | 78,7    | 43,2      |                         |
| Boeing 777-200ER | 1-2-1       | 198,1       | 55,9        | 2-4-2    | 182,9    | 50,8      | 2-4-2           | 96,5            | 45,7            | 3x3     | 78,7    | 43,2      | 4 kabinos variáció      |
| Boeing 777-200ER | -           | -           | -           | 2-4-2    | 182,9    | 50,8      | 2-4-2           | 96,5            | 45,7            | 3x3     | 78,7    | 43,2      | 3 kabinos variáció      |
| Boeing 777-300ER | 1-2-1       | 198,1       | 55,9        | 2-4-2    | 182,9    | 50,8      | 2-4-2           | 96,5            | 45,7            | 3x3     | 78,7    | 43,2      | 4 kabinos variáció      |

## Balesetek
1974-es megalapítása óta a British Airways neve az alábbi balesetek kapcsán került a figyelem középpontjába:
- 1974. november 22-én a 870-es számú, Dubajból Londonba tartó járatot felszállást követően eltérítették. A Vickers VC10 típusú gép először Tripoliban szállt le, ahol feltöltötték üzemanyaggal, majd onnan tovább repült Tuniszba. Jack Fletcher kapitány Tripoliban annak ellenére visszatért a pilótafülkébe, hogy a gépeltérítők a repülőgépen tartózkodtak. A gépeltérítők, miután egy túszt kivégeztek, 84 órányi tárgyalást követően megadták magukat. A kapitány az incidens során tanúsított magatartásáért számos kitüntetést kapott.[140]
- 1976. szeptember 10-én a 476-os számú, Londonból Isztambulba tartó járat a mai Horvátország légterében egy másik utasszállító repülőgéppel ütközött. A Trident 3B típusú repülőgép 54 utasa és 9 főnyi személyzete közül senki nem élte túl a balesetet. A tragédiában összesen 176 személy vesztette életét. A British Airways alapítása óta ez volt az egyetlen, halálos áldozatokat követelő baleset.[141]
- 1982. június 24-én a 9-es számú, Londonból Melbourne-be tartó járat útja során vulkáni hamufelhőbe repült Mount Galunggung közelében. A hamurészecskék miatt jelentős kár keletkezett a Boeing 747–200 típusú repülőgépben. A hajtóművek eltömődtek és több alkalommal is leálltak, míg a géptest belépő élein a kvarcrészecskék teljesen lecsiszolták a festést, valamint a pilótafülke szélvédőjét, amelyen lehetetlenné vált a vizuális tájékozódás. A legénység (pilóták) vészhelyzeti manőverrel, illetve siklórepüléssel kivezették a gépet a hamufelhőből, majd a hajtóműveket sikeresen újraindították. Egy hajtómű azonban végzetesen meghibásodott. Végül Jakarta közelében kényszerleszállást hajtottak végre. Az incidensben senki nem sérült meg és senki nem vesztette életét.[142][143]
- 1990. június 10-én az 5390-es, Birminghamből Malagára tartó járat kabin-dekompressziót szenvedett. A BAC One-Eleven típusú repülőgép szélvédője karbantartási mulasztás miatt kirobbant. A légnyomás magával rántotta a kapitányt, akinek a lába beakadt a műszerfalba, így nem esett ki a pilótafülkéből teljesen. A másodtiszt sikeres kényszerleszállást hajtott végre Southampton repülőterén. Noha a kapitány életveszélyes sérüléseket szenvedett a baleset során, végül azonban fél év elteltével teljesen felépült és visszatért a légitársasághoz.[144]
- 1990. augusztus 2-án a 149-es számú járat az öbölháború kezdetét jelentő iraki invázió után négy órával landolt Kuvait repülőterén. A megszállók az utasokat fogságba ejtették, majd a Boeing 747–100 (lajstrom: G-AWND) típusú repülőgépet felrobbantották. A repülőgép főfutóművei közül kettőt emlékül megőriztek, és ma a légitársaság központjában, a Waterside irodaház aulájában találhatók.[145][146]
- 2000. december 29-én a 2069-es számú, Gatwickről Nairobiba tartó járat pilótafülkéjébe behatolt egy utas, és megpróbálta eltéríteni a repülőgépet. A pilótafülkében dulakodás kezdődött, melynek során – átmenetileg – a legénység elveszítette az uralmát a Boeing 747–400 (lajstrom:G-BNLM) típusú repülőgép felett. A repülőgép nagyjából 3 percen át irányítás nélkül maradt, ezáltal kétszer átesett, és 30 000 láb/perces, 94 fokos bukózuhanásba kezdett. Végül a behatolót sikerült ártalmatlanítani, és a kapitány visszaszerezte az uralmat a repülőgép felett. Leszállást követően Nairobiban átadták a behatolót a hatóságoknak.[147]

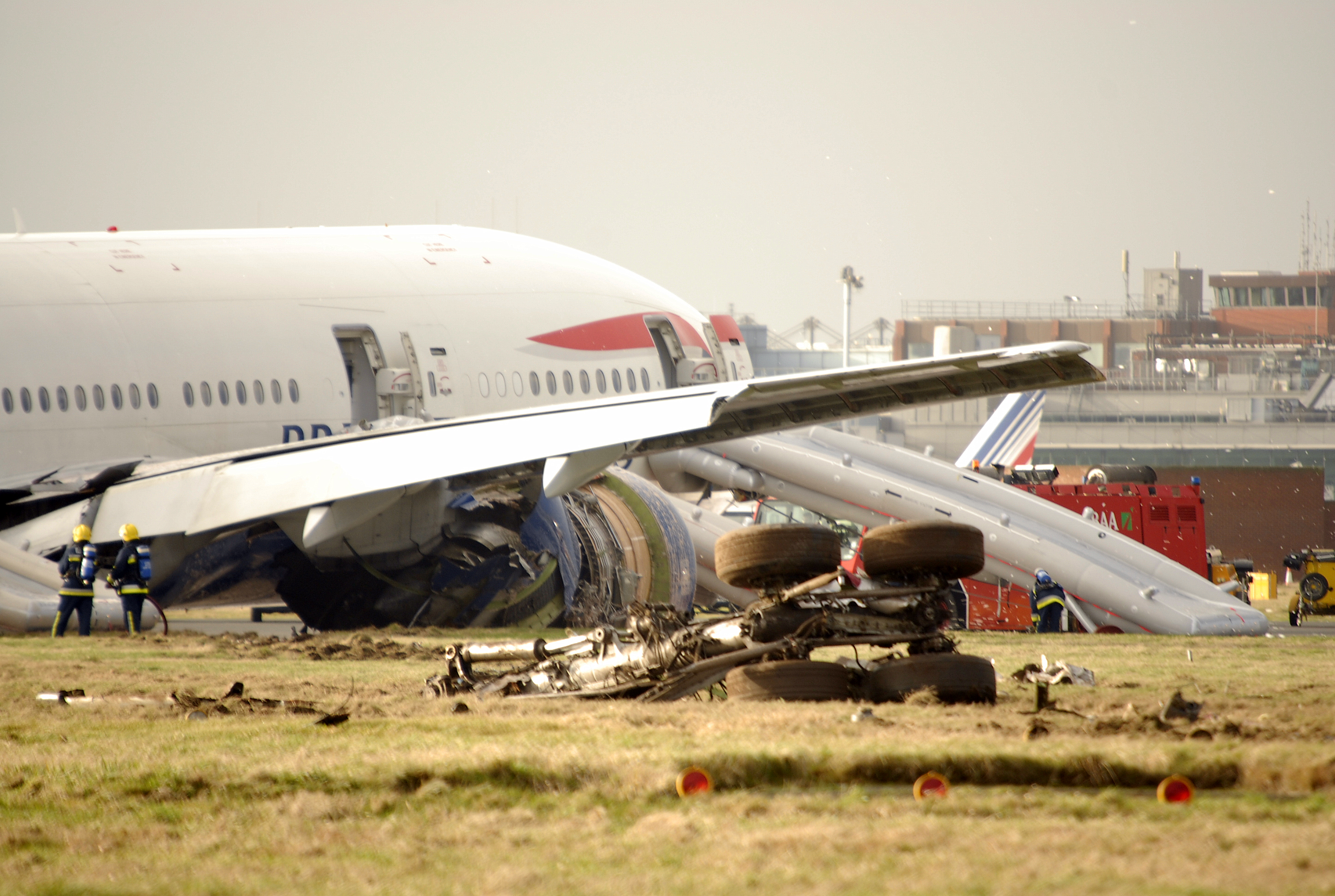
A British Airways 38-as számú járatának roncsa

- 2008. január 17-én a 38-as számú, Pekingből Londonba tartó járat leszálláskor műszaki hiba miatt nem érte el a kifutópályát, és mintegy 300 méterrel korábban ért földet. A vizsgálat szerint a Boeing 777–200ER (lajstrom:G-YMMM) típusú repülőgép üzemanyag-vezetékeiben található szűrők jégkristályokkal telítődtek, így az üzemanyag-utánpótlás a hajtóművekben megszűnt, emiatt azok leálltak. Hajtóművek híján a pilóta kénytelen volt siklórepüléssel megközelíteni a 27L jelű futópályát, és a gép a repülőtér kerítésén belül, a gyepen ért földet. A futóművek landoláskor leszakadtak, a szárnytövek és a hajtóművek alja rendkívül megsérült, a gép a „hasán” csúszva állt meg. A balesetben 1 személy súlyos, valamint 12 további személy könnyebb sérülést szenvedett.[148][149][150]
- 2013. május 24-én a 762-es számú, Londonból Oslóba tartó járat felszállást követően műszaki hiba miatt kényszerleszállást hajtott végre. Felszállás után az Airbus A319 típusú repülőgép (lajstrom:G-EUOE) hajtóműveinek külső héjszerkezete kilazult, a bal oldali hajtóműről a burkolat levált és a földre esett. Az incidensben az üzemanyag-vezeték megsérült, a hajtóműben tűz keletkezett, ezért biztonsági intézkedésképpen a hajtóművet le kellett állítani. A repülőgép biztonságosan visszatért Heathrowra, és az utasokat evakuálták. Senki nem sérült meg.[151][152][153]
- 2013. december 22-én a BA34-es járatszámú, Johannesburgból Londonba tartó repülőgép futópályához való gurulás közben épületnek ütközött. A Boeing 747–400 típusú gép (lajstrom:G-BNLL) pilótái elvétettek egy rágurulót, és a következő guruló elérése előtt a jobb oldali szárny egy – a futópálya mentén álló – épületbe ütközött. A 189 utas és személyzet sértetlenül átvészelte az balesetet, azonban az épületben tartózkodó repülőtéri dolgozók közül négyen megsérültek. A repülőgépet 2014 februárjában leselejtezték (egyébként is elérte a hasznos élettartamát).[154][155][156]
- 2015 szeptember 8-án a BA2276-os járatszámú, Boeing 777-200 típusú (lajstrom: G-VIIO) Londonban tartó repülőgépének a bal oldali hajtóműve nekirugaszkodás közben kigyulladt Las Vegas repülőterén. A pilóták megszakították a felszállást és az utasokat a kifutópályán evakuálták. Ezt követően a repülőgépen komoly tűz keletkezett. Néhány utas könnyebb sérülést szenvedett. A repülőgép a javítást követően, fél évvel később újra forgalomba állt.[157][158][159]